# Вольський Михайло Мартинович
Професор Миха́йло Марти́нович Во́льський (нар. 1834, Таврійська губернія, Російська імперія — пом. 1876, Санкт-Петербург, Російська імперія) — український економіст, статистик XIX століття, дослідник економічної історії Південної України.

## Життєпис
Михайло Мартинович Вольський народився 1834 року в Таврійській губернії. У 1854 закінчив Рішельєвський ліцей зі срібною медаллю за твір «О значении Новороссийского края в истории хлебной торговли», надрукований в Одесі 1854 році. У 1857 склав іспит на кандидата в Імператорському Московському університеті.
У 1852—1865 роках перебував у закордонному відрядженні. У 1865 у Московському університеті склав іспит на ступінь магістра політичної економії й захистив дисертацію «Обработка земли крестьянами-собственниками», після чого був призначений доцентом політичної економії і статистики в Імператорського Новоросійського університету (нині — Одеський національний університет імені І. І. Мечникова). 25 травня 1869 року там же захистив дисертацію на ступінь доктора на тему «Рабская обработка земли». Того ж року був обраний екстраординарним, а пізніше і ординарним професором політичної економії та статистики Імператорського Новоросійського університету. Викладав студентам першого та другого курсів політичну економію та статистику.
Перебував під значним впливом класичної школи, читав лекції в дусі економічних поглядів Адама Сміта. У березні 1876 року з Михайлом Вольським стався напад буйного божевілля. Він був відправлений до Санкт-Петербурзької лікарні Балинського, де і помер влітку 1876 року.
Був похований на Першому Християнському цвинтарі. 1937 року комуністичною владою цвинтар було зруйновано. На його місці був відкритий «Парк Ілліча» з розважальними атракціонами, а частина була передана місцевому зоопарку. Нині достеменно відомо лише про деякі перепоховання зі Старого цвинтаря, а дані про перепоховання Вольського відсутні.

## Науковий доробок
Головною працею, що мала не лише економічний, а й історичний характер та безпосередньо стосувалася минулого Півдня України, була його студентська робота «О значении Новороссийского края в истории хлебной торговли с древнейших времен до 1852 г.» опублікована 1854 року. Праця розподілялася на дві частини: перше — «Очерк истории хлебной торговли Новороссийского края с древнейших времен до основания Одессы (от века до Р. Х. до 1795 г.)» і друге — «Очерк истории хлебной торговли Новороссийского края со времени основания Одессы (от 1795 до 1852 г.)». Перша частина включала п'ять розділів:
- «От появления греков на полуострове Крыме до завоевания его римлянами (665 — 79 год до Р. Х.)»;
- «От завоевания Крыма римлянами до появления в нем венецианцев и генуэзцев (от 79 года до Р. Х. до 1270 года)»;
- «От поселения венецианцев и генуэзцев полуострове Крыме до завоевания его турками и татарами (от 1270 до 1453 года)»;
- «От завоевания полуострова Крым турками и татарами до основания Таганрога Петром Великим (от 1453 до 1698 года)»;
- «От основания Таганрога Петром Великим до основания Одессы (от 1698 до 1795 года)».

Друга частина — чотири розділи:
- «От основания Одессы до Венского конгресса (от 1295 до 1815 года)»;
- «От Венского конгресса до Андрианапольского мира (от 1815 до 1829 года)»;
- «От Андрианапольского мира до реформы произведенной в английских хлебных законах Робертом Пилем (от 1829 до 1846 года)»;
- «Со времени реформы Роберта Пиля (от 1846 до 1852 года)».

Застосував багато опублікованих джерел та наукової літератури, в тому числі дослідження одеських істориків. Певним недоліком праці була її компілятивність. Багато відомостей про торгівлю першої половини ХІХ століття запозичив із «Исторического очерка торговли Черного и Азовского морей» невідомого автора у «Записках Общества сельского хозяйства Южной России» (1841 рік). Доповнив зібраний іншими авторами матеріал, що робить його працю цінною й для сучасних дослідників історії торгівлі Південної України та Одеси зокрема.

### Праці
- Очерк истории хлебной торговли Новороссийского края с древнейших времен до 1852 года. -Одесса, 1854;
- История и народнохозяйственное значение обработки земли крестьянами-собственниками. — М., 1865;
- Рабская обработка земли // ЗИНУ. — 1869. — Т.3.